# Conopea merrilli
Conopea merrilli is een zeepokkensoort uit de familie van de Archaeobalanidae. De wetenschappelijke naam van de soort is voor het eerst geldig gepubliceerd in 1966 door Zullo.